# 新民乡 (阿鲁科尔沁旗)
新民乡，是中华人民共和国内蒙古自治区赤峰市阿鲁科尔沁旗下辖的一个乡镇级行政单位。

## 行政区划
新民乡下辖以下地区：
林场村、公司村、新民村、保安村、黄家段村、扫帚包村、双山村、胜存村、光明村、敖汉营子村、新增村、厚德村、东沟一村、东沟二村、于家地铺村、浩力包乌拉村和永宁堡村。